# Cadavres exquis
Pour les articles homonymes, voir Cadavre exquis (homonymie).
Pour plus de détails, voir Fiche technique et Distribution.
Cadavres exquis (Cadaveri eccellenti) est un film franco-italien réalisé par Francesco Rosi, sorti en 1976, adapté du roman Le Contexte (Il contesto) de Leonardo Sciascia, publié en 1971.
Le film suit l'inspecteur Amerigo Rogas qui mène l'enquête après une série de meurtres touchant la magistrature italienne. Plus il avance et plus il se trouve pris dans les filets du contexte politique de l'Italie des « années de plomb », lorsque la crainte d'une révolution inspira au pouvoir l'affrontement entre deux options : la « stratégie de la tension » et celle du « compromis historique ».
Le film a été présenté hors-compétition lors du festival de Cannes 1976. Il a été sélectionné parmi les 100 films italiens à sauver.

## Synopsis
Le film commence par le meurtre du juge d'instruction Vargas à Palerme, dans un climat de manifestations, de grèves et de tensions politiques entre la gauche et le gouvernement démocrate-chrétien. L'enquête qui s'ensuit échoue et la police charge l'inspecteur Rogas (Lino Ventura), un homme qui a une foi inébranlable dans l'intégrité du système judiciaire, de résoudre l'affaire. Alors qu'il commence son enquête, deux juges sont tués. Toutes les victimes s'avèrent avoir travaillé ensemble sur plusieurs affaires. Après avoir découvert des preuves de corruption autour des trois fonctionnaires, Rogas est encouragé par ses supérieurs à « ne pas chercher les ragots », mais à suivre la trace du « fou furieux qui, sans aucune raison, assassine des juges ». Ce quasi aveu de culpabilité pousse Rogas à rechercher trois hommes condamnés à tort par les juges assassinés. Il est rejoint par Cusan, un ami d'enfance qui travaille maintenant pour un journal communiste.
Rogas trouve son suspect probable en la personne de Cres, chimiste condamné pour avoir tenté de tuer sa femme. Mme Cres avait accusé son mari d'avoir tenté de la tuer en empoisonnant son riz au lait, auquel elle n'avait échappé que parce qu'elle en avait d'abord donné une petite portion à son chat, qui en était mort. Rogas, qui pense que Cres a probablement été piégé par sa femme, le recherche, pour découvrir qu'il a disparu de sa maison. Pendant ce temps un autre juge d'instruction est tué, et des témoins oculaires voient deux jeunes révolutionnaires s'enfuir de la scène. Rogas, qui était sur le point de trouver son homme, est muté à la division politique avec pour tâche d'attribuer les crimes à des groupes terroristes révolutionnaires de gauche.
Rogas découvre que son téléphone est sur écoute. Il cherche à contacter le président de la Cour suprême (Max von Sydow) pour l'avertir qu'il est très probablement la prochaine victime. Le président lui expose une philosophie de la justice selon laquelle la bureaucratie judiciaire serait par définition incapable de se tromper. La musique d'une fête dans le même bâtiment amène Rogas à découvrir le ministre de la Justice (Fernando Rey) présent à la fête avec de nombreux meneurs révolutionnaires, parmi lesquels Galano, le rédacteur en chef du journal communiste pour lequel Cusan travaille, et la femme de Cres. Il a une discussion avec le ministre, au cours de laquelle ce dernier révèle que, tôt ou tard, son parti devra former une coalition avec le parti communiste italien (PCI) ; selon lui, il incombera alors au PCI de mettre de l'ordre et de faire la chasse aux groupes insurrectionnels d'extrême gauche. Le meurtre des juges ainsi que les enquêtes de Rogas contribuent d'ailleurs déjà à faire monter la tension et à justifier les poursuites contre l'extrême-gauche. Rogas aperçoit également Cres, son suspect, à la fête. Plus tard, Rogas rencontre le secrétaire général du parti communiste dans un musée. Les deux sont assassinés.
Dans un contexte de tensions croissantes entre les révolutionnaires et le gouvernement, qui mobilise l'armée, le chef de la police impute le meurtre du secrétaire général à Rogas. Le film se termine par une discussion entre Cusan et le vice-secrétaire du parti communiste, qui affirme que l'heure n'est pas encore à la révolution et que le parti ne réagira pas aux actions du gouvernement. « Mais alors le peuple ne doit jamais connaître la vérité ? », demande Cusan. Le vice-secrétaire répond : « La vérité n'est pas toujours révolutionnaire ».

## Fiche technique
- Titre français : Cadavres exquis[3]
- Titre original italien : Cadaveri eccellenti[4]
- Réalisation : Francesco Rosi
- Scénario : Tonino Guerra, Lino Jannuzzi (it) et Francesco Rosi d'après le roman Le Contexte de Leonardo Sciascia.
- Production: Alberto Grimaldi
- Photographie : Pasqualino De Santis
- Montage : Ruggero Mastroianni
- Musique: Astor Piazzolla, Piero Piccioni
- Décors : Andrea Crisanti
- Costumes : Enrico Sabbatini (it)
- Maquillage : Francesco Freda
- Son : Mario Bramonti
- Production : Alberto Grimaldi
- Société de production : Produzioni Europee Associate (Rome) • Les Productions Artistes Associés (Paris)
- Pays de production :  Italie •  France
- Langue originale : italien
- Format : couleur par Technicolor • 1,85:1 - Son mono - 35 mm
- Durée : 115 minutes
- Genre : Policier, néo-noir[5] et giallo
- Dates de sortie : 
  - Italie : 12 février 1976
  - France : 26 mai 1976[3]
- Affiche : Jouineau Bourduge (France)

## Distribution
- Lino Ventura (VF : Lui-même) : inspecteur Amerigo Rogas
- Renato Salvatori (VF : Alain Dorval) : le commissaire de police
- Max von Sydow (VF : Georges Wilson) : président Riches
- Alain Cuny (VF : Lui-même) : juge Rasto
- Fernando Rey (VF : Jacques Alric) : le ministre de la Sûreté
- Charles Vanel : procureur Varga
- Francesco Callari (it) (VF : René Arrieu) : juge Sanza
- Paolo Bonacelli (VF : Jean Berger) : Dr Maxia
- Tino Carraro (VF : Jean Martinelli) : le chef de la police
- Marcel Bozzuffi (VF : Lui-même) : le paresseux condamné par erreur
- Maria Carta : Mme Cres
- Luigi Pistilli (VF : Marc Cassot) : Cusan, le journaliste communiste
- Tina Aumont (VF : Anouk Ferjac) : la prostituée
- Paolo Graziosi (VF : Bernard Murat) : Galano
- Anna Proclemer (VF : Nadine Alari) : Mme Nocio
- Alfonso Gatto : Vilfredo Nocio
- Carlo Tamberlani (VF : Jean-Henri Chambois) : l'archevêque
- Enrico Ragusa (VF : Paul Villé) : frère capucin
- Corrado Gaipa (VF : Jacques Monod) : le mafioso interrogé par Rogas
- Claudio Nicastro (it) (VF : Michel Gatineau) : le général
- Silverio Blasi (VF : André Valmy) : Dr Bloma, chef de l'équipe politique
- Florestano Vancini (VF : William Sabatier) : le chef du PCI
- Alfonso Gatto (VF : Alain Mottet) : Nocio, un bourgeois communiste
- Alexandre Mnouchkine (VF : Charles Millot) : l'armateur
- Mario Meniconi (VF : Pierre Hatet) : le mécanicien
- Ernesto Colli (VF : Paul Crauchet) : le policier de service de nuit
- Felice Fulchignoni (VF : Francis Lax) : le paysan aux citrons

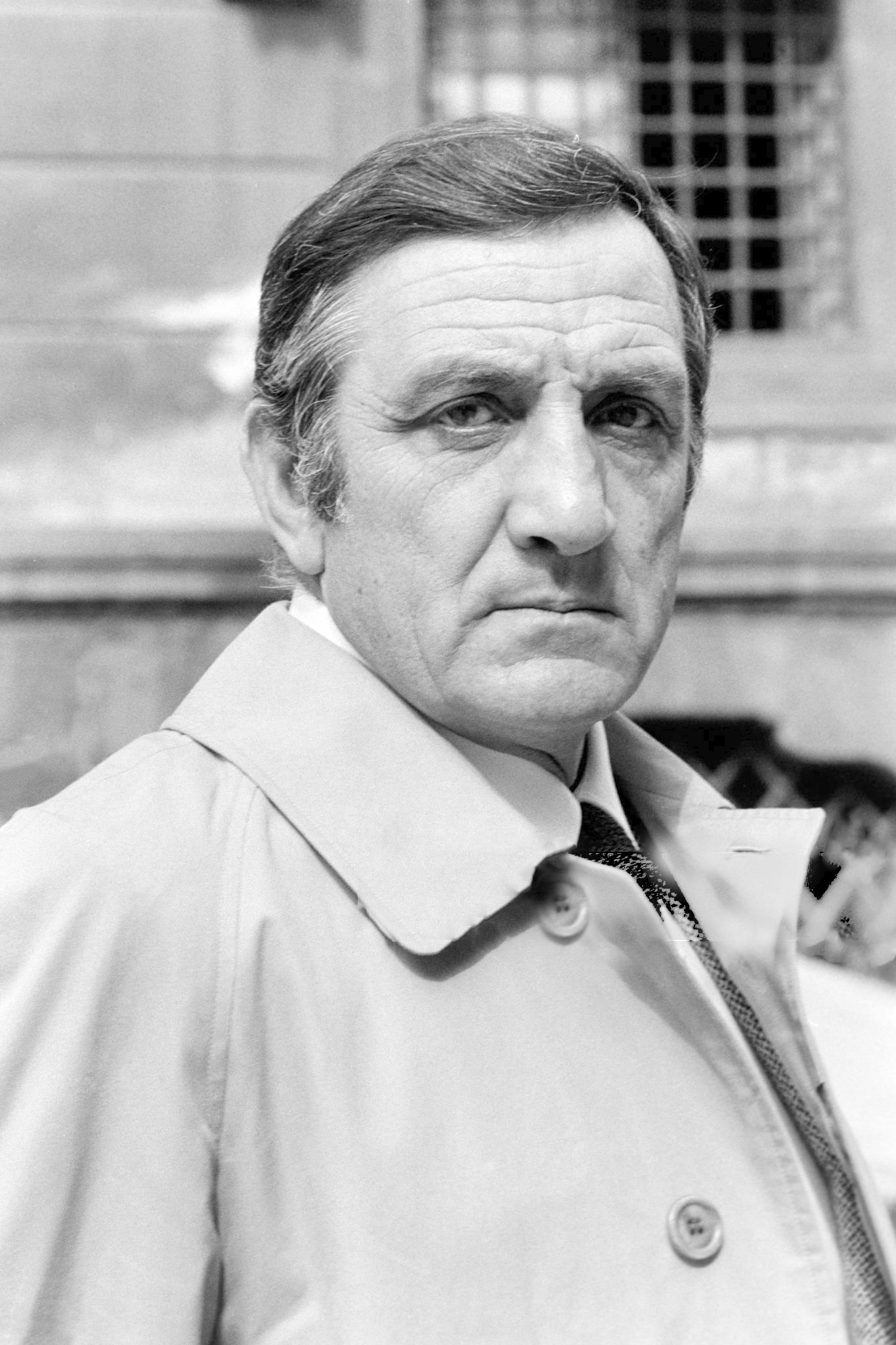
Rogas (Lino Ventura)
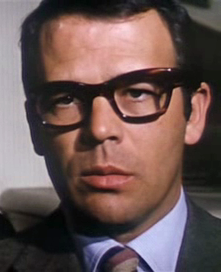
le commissaire (Renato Salvatori)
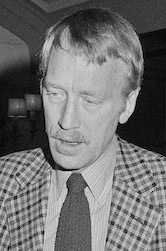
Riches (Max von Sydow)
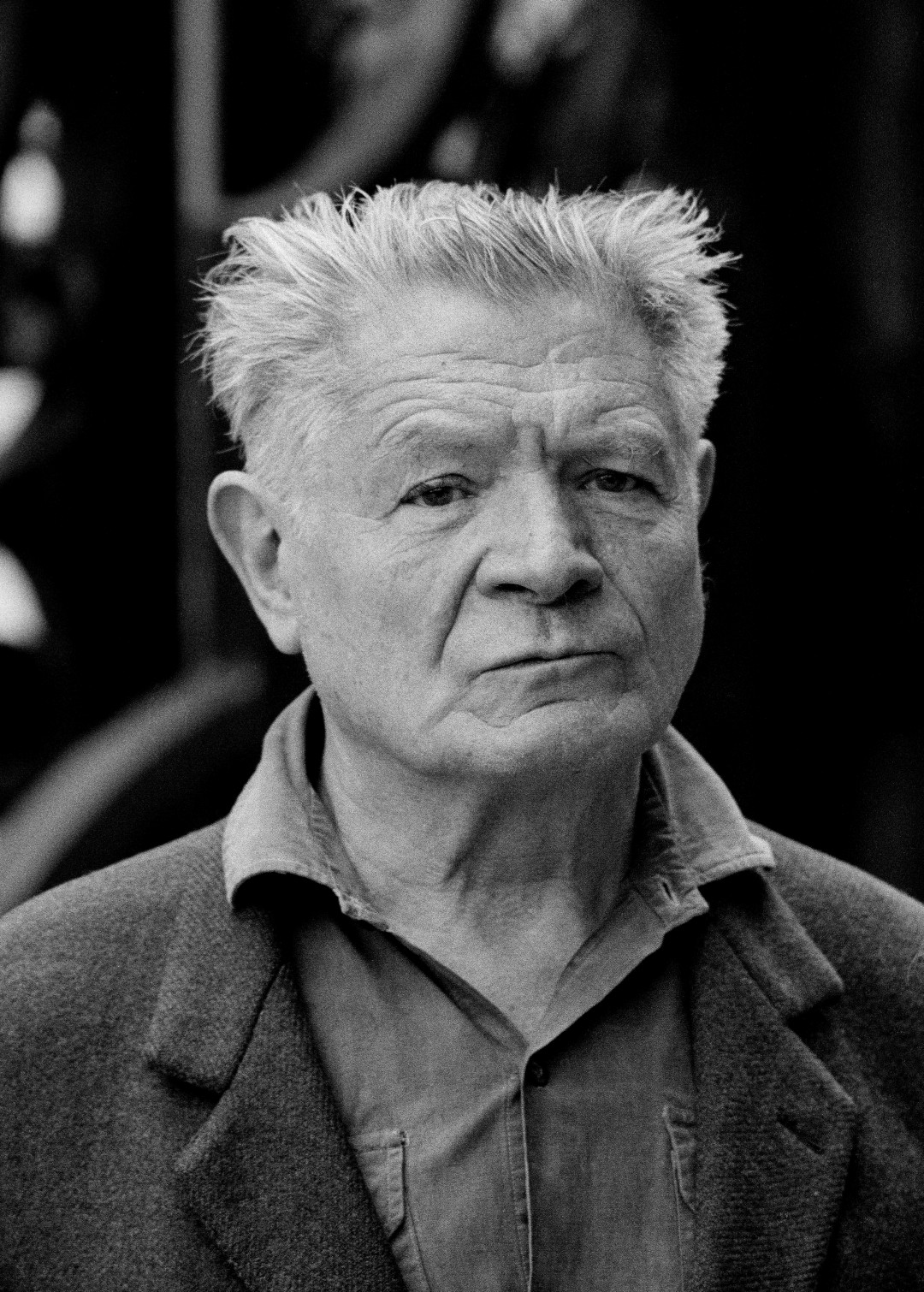
juge Rasto (Alain Cuny)
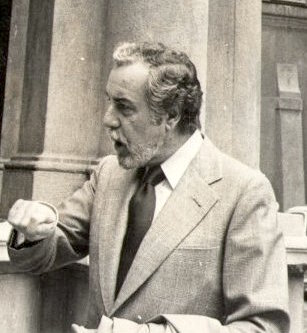
ministre de la sûreté (Fernando Rey)
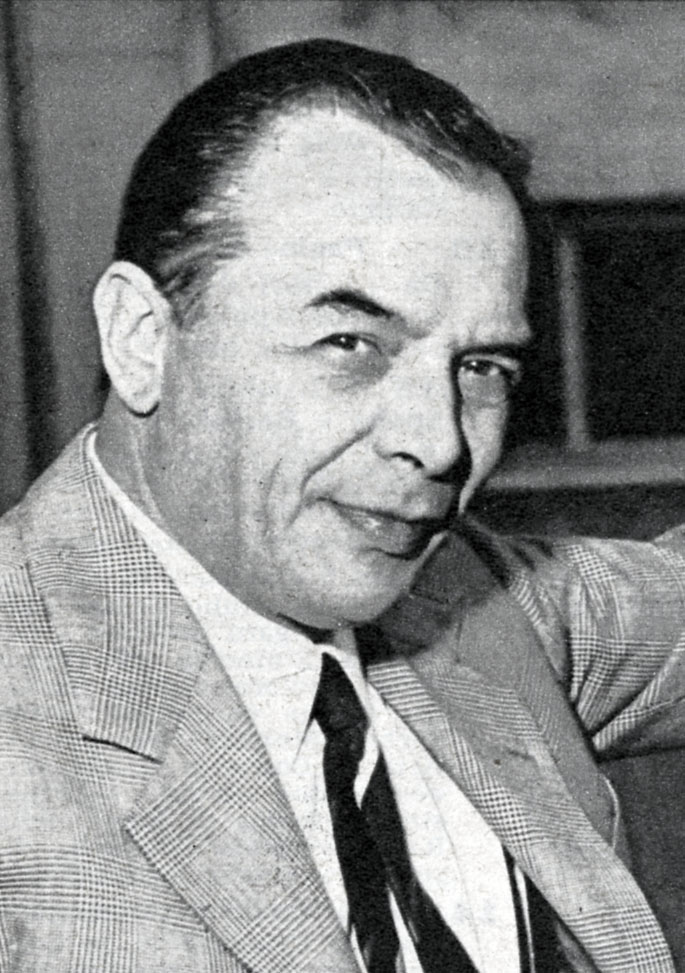
chef de police (Tino Carraro)
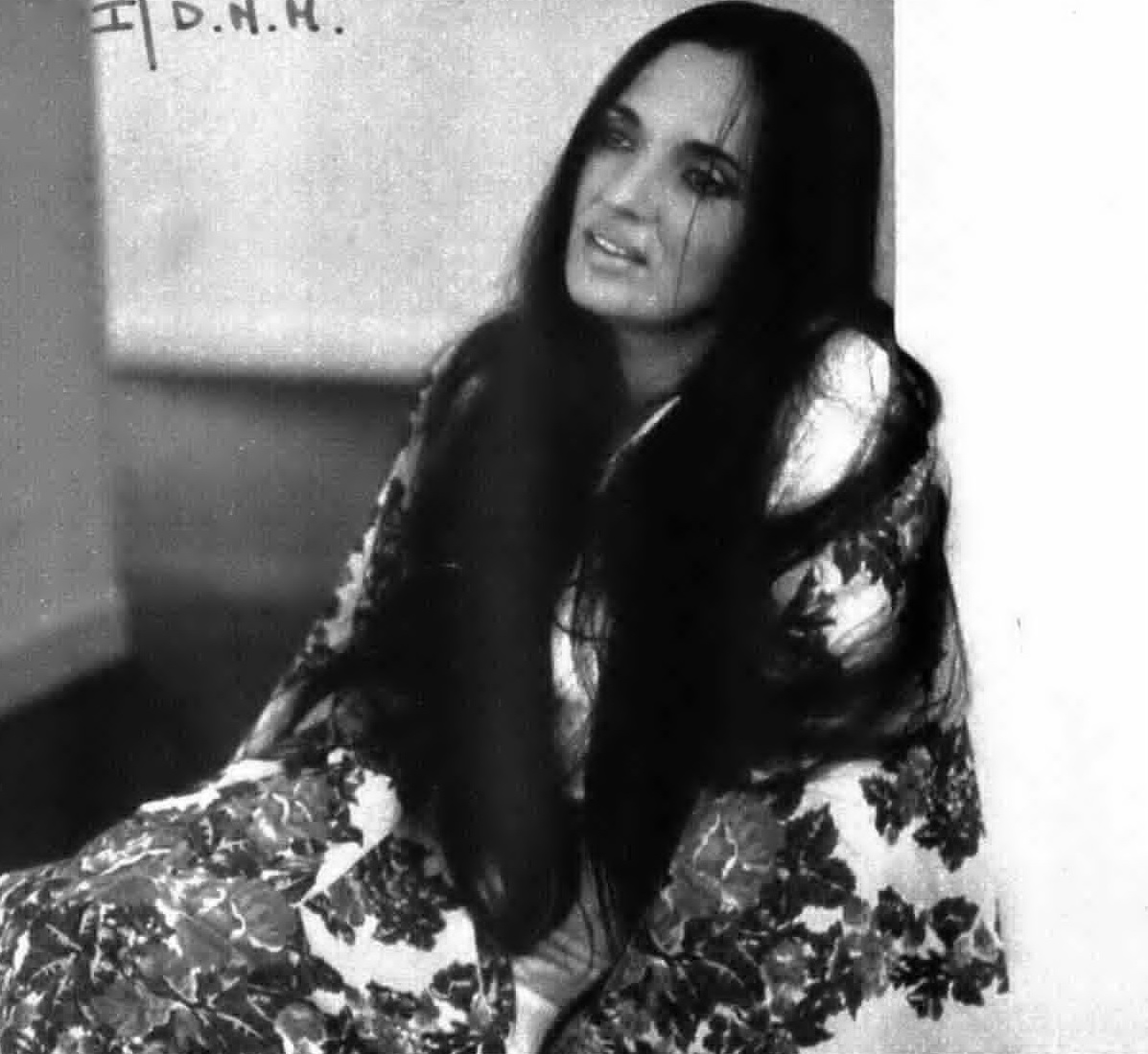
Mme Cres (Maria Carta)
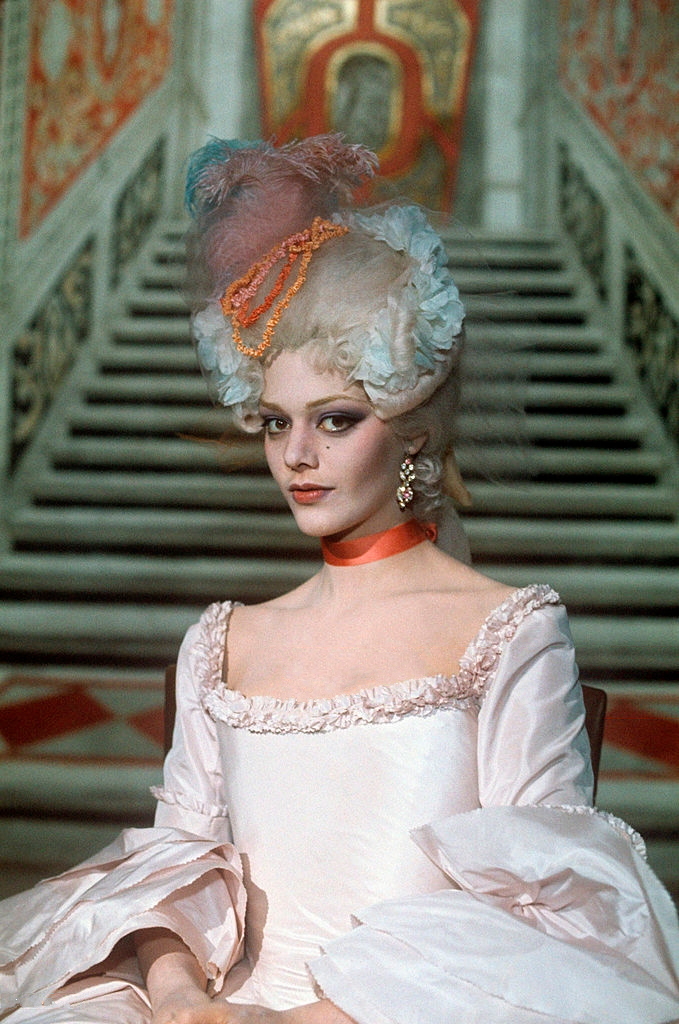
la prostituée (Tina Aumont)
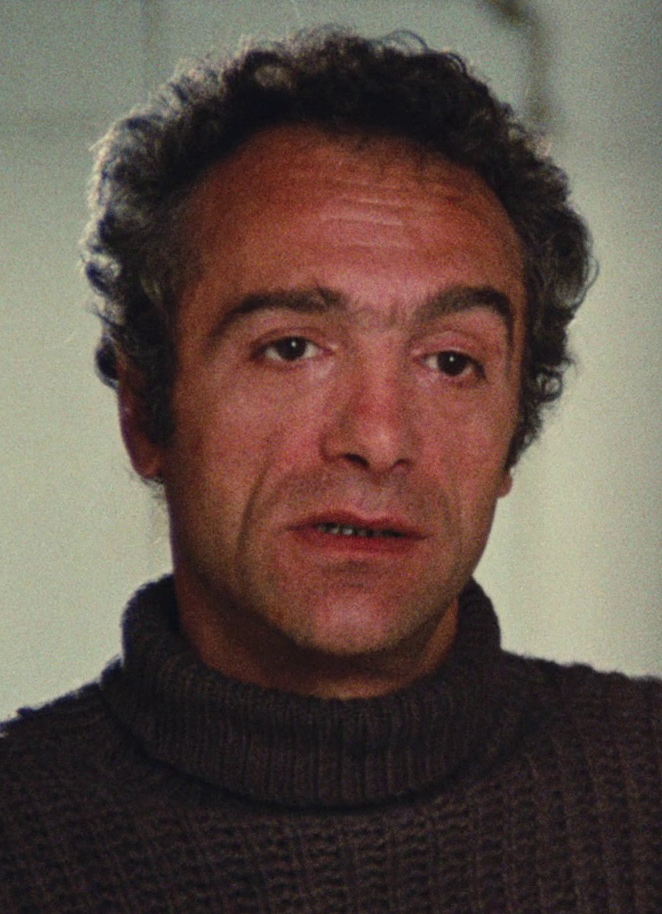
Cusan (Luigi Pistilli)
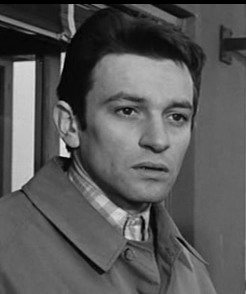
Galano (Paolo Graziosi)
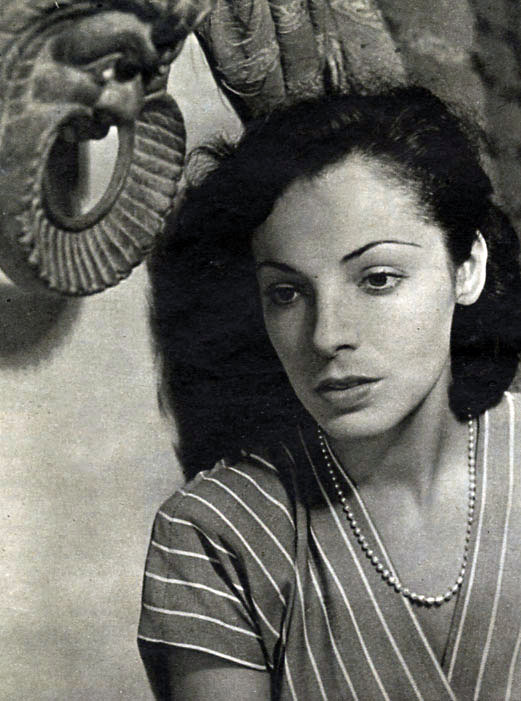
Mme Nocio (Anna Proclemer)

## Production
Dans ce film, Lino Ventura a joué avec sa propre voix en italien. Il s'est ensuite doublé lui-même en version française.
Dans la bande originale composée par Astor Piazzolla et Piero Piccioni figure notamment la sonate pour piano no 2 de Chopin.
La scène présentée tout au début du film de Rosi est tournée dans les catacombes des Capucins à Palerme. L'on y voit un long plan dans lequel Charles Vanel traverse un des couloirs le long duquel sont exposées les fameuses momies datant du XVIIIe au XXe siècle. Une autre partie du film a été tournée à Agrigente (Piazza Marconi en face de la gare centrale (it)) et à Siculiana (Piazza Umberto I). D'autres scènes ont été tournées à Rome (musée napoléonien au Palazzo Primoli et Palazzo Spada), à Naples (Piazza San Domenico Maggiore, Palazzo della Borsa, Musée archéologique national, cimetière de Poggioreale), au château de Baïes à Bacoli (Ville métropolitaine de Naples) et à Lecce (Palazzo Tafuri et Piazzetta Ignazio Falconieri).

## Accueil critique
Le film aborde avec beaucoup d'efficacité et de courage différents thèmes reflétant la situation de l'Italie dans les années 1970, les années de plomb : le pouvoir des organisations criminelles et leur relation avec l'État italien, les tentatives de coup d'État, les soulèvements de la jeunesse et l'inertie délibérée du parti communiste.
Il a suscité une controverse lors de sa sortie, notamment pour la phrase prononcée à la fin par Florestano Vancini « La vérité n'est pas toujours révolutionnaire », renvoyant à la devise « Dire la vérité est révolutionnaire » attribuée à Ferdinand Lassalle par Antonio Gramsci, l'ancien dirigeant le plus célèbre du parti et auteur des Cahiers de prison. Elle met en question la stratégie du parti communiste au moment du « compromis historique » avec la démocratie chrétienne : Rosi critique de cette manière le silence de l'opposition face à la corruption ambiante et très souvent impunie.
Cadavres exquis peut être considéré comme un film parlant essentiellement du réseau Gladio, des unités clandestines de l'OTAN qui aurait contribué à la stratégie de la tension voire commis des attentats et des assassinats ciblés pour éviter la venue au pouvoir des communistes ou même des socialistes en Italie,.
Le journal autrichien Kurier a écrit que le film commençait comme un roman policier et qu'il « se concentrait ensuite de plus en plus sur la description oppressante d'un état politique, sans perdre un seul instant de son suspense ». C'est « l'une des meilleures adaptations de Sciascia, notamment grâce à Lino Ventura dans le rôle d'un simple inspecteur de police qui, malgré une peur croissante, ne se laisse pas dissuader de suivre les traces d'une conspiration ».

### Récompense
Cadavres exquis a été présenté, hors compétition, au Festival de Cannes en 1976. La même année, il a reçu le prix David di Donatello du meilleur film, en même temps qu'il valait à Francesco Rosi de recevoir le David di Donatello du meilleur réalisateur.